# Kiran Desai

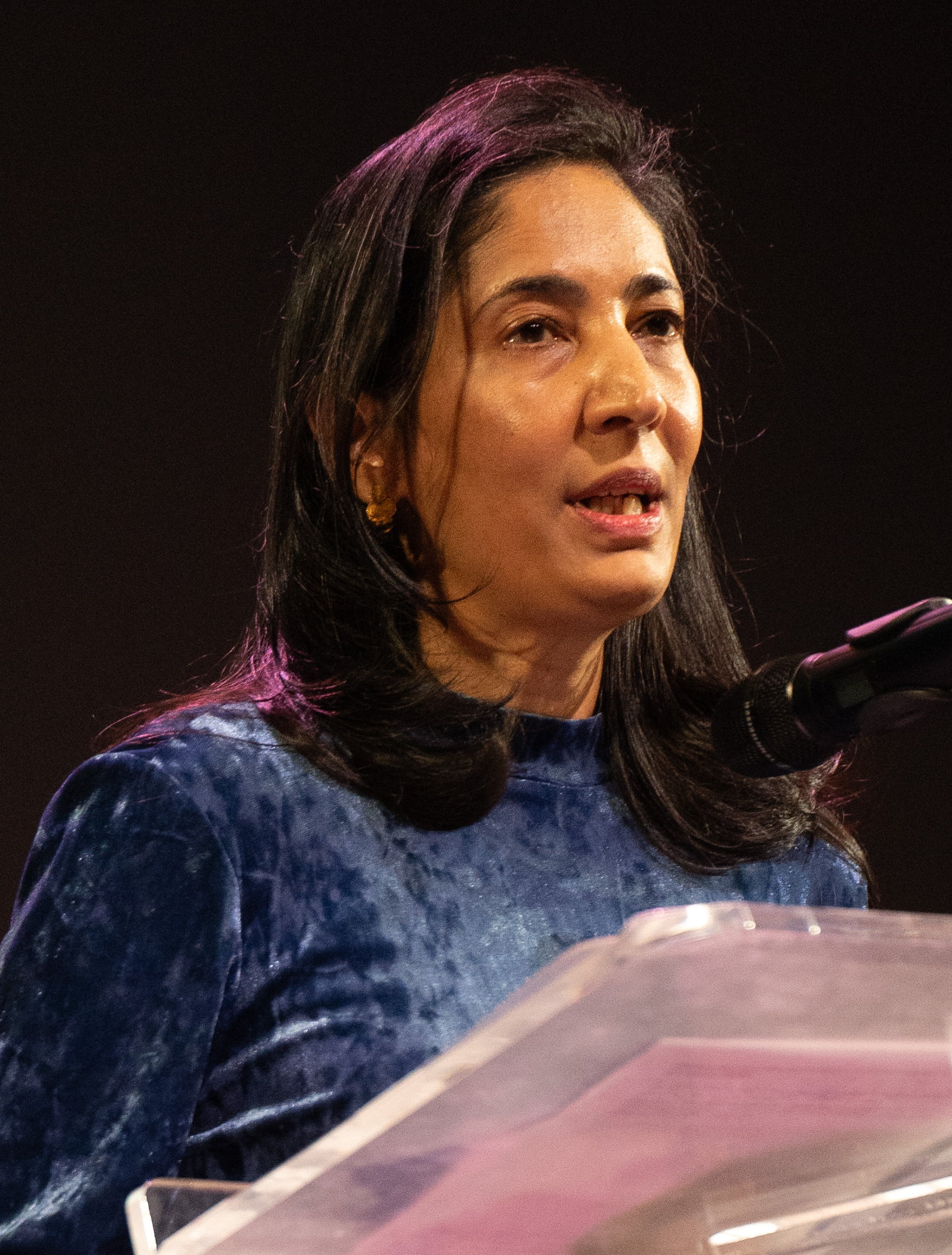
Kiran Desai (2024)

Kiran Desai (Hindi: किरण देसाई, Kiraṇ Desāī; * 3. September 1971 in Neu-Delhi) ist eine indische Schriftstellerin. Ihr Roman Erbin des verlorenen Landes (2006) wurde mit dem Booker Prize ausgezeichnet. Im Januar 2015 wurde sie von der Economic Times als eine der 20 einflussreichsten indischen Frauen aufgeführt.

## Leben
Kiran Desai verbrachte ihre Kindheit in Indien und ging im Alter von 14 Jahren mit ihrer Familie nach England, ein Jahr später dann in die USA, wo sie in Massachusetts ihre Schulausbildung beendete.
1998 veröffentlichte sie ihr erstes Buch Hullabaloo in the Guava Orchard (deutsch Der Guru im Guavenbaum), das unter anderem von Salman Rushdie gelobt wurde und den Betty Trask Award, einen Preis der Society of Authors für den besten Roman eines Bürgers des Commonwealth of Nations unter 35 Jahren, gewann. Ihr zweiter Roman The Inheritance of Loss (2006, deutsch Erbin des verlorenen Landes) erhielt Kritikerlob in Asien, Europa und den USA und gewann 2006 den renommierten Booker Prize.
Kiran Desai ist die Tochter der indischen Autorin Anita Desai. Ihr Lebensgefährte ist der türkische Literatur-Nobelpreisträger Orhan Pamuk.
Desai erhielt den Holtzbrinck Berlin Prize der American Academy in Berlin und ist im Herbst 2013 Fellow der Akademie.

## Werke
- Der Guru im Guavenbaum, München: Blessing 1998, ISBN 3-89667-060-3
- Erbin des verlorenen Landes, Berlin: Berlin Verlag 2006, ISBN 3-8270-0683-X